# Промышленный электролиз
Электролиз промышленный — процесс электролиза, применяемый для получения различных металлов, газов и т. п. в промышленных масштабах.

## Технологии промышленного электролиза

Принцип работы электролизной ванны по выплавке алюминия

Технологии промышленного электролиза подразделяются на несколько типов:
1. PFPB — технология электролиза с использованием обожженных анодов и точечных питателей
2. CWPB — электролиз с использованием обожженных анодов и балки продавливания по центру
3. SWPB — периферийная обработка электролизеров с обожженными анодами
4. VSS — технология Сёдерберга с верхним токоподводом
5. HSS — технология Сёдерберга с боковым токоподводом

## Сравнение объемов производства в алюминиевой промышленности
Результаты изучения объемов производства алюминия с использованием различных технологий промышленного электролиза, проведённого институтом IAI в 2001 году (в опрос не включены производители из России и Китая).
| Технология | Мировой объём производства (в тоннах) | Объем производства участников опроса (в тоннах) | Доля участников опроса (в процентах) |
| ---------- | ------------------------------------- | ----------------------------------------------- | ------------------------------------ |
| PFPB       | 14172142                              | 11795764                                        | 83,2                                 |
| CWPB       | 2224778                               | 1210676                                         | 54,4                                 |
| SWPB       | 1450260                               | 647846                                          | 44,7                                 |
| VSS        | 4321015                               | 1803941                                         | 41,7                                 |
| HSS        | 2320280                               | 469280                                          | 20,2                                 |
| Итого:     | 24488474                              | 15927306                                        | 65,0                                 |

## Влияние наэкологию
Наибольший объём удельных выбросов из электролизеров приходится на процессы электролиза, в основе которых лежит технология Содерберга. Данная технология получила наибольшее распространение на алюминиевых заводах России и Китая. Объем удельных выбросов из таких электролизерах значительно выше относительно других технологий. Количество выбросов фторуглеродов сокращают в том числе и изучая технологические параметры анодного эффекта, снижение которого также влияет на количество выбросов.